# Романовское сельское поселение (Приморский край)
Романовское се́льское поселе́ние — сельское поселение в Шкотовском районе Приморского края.
Административный центр — село Романовка.

## История
Статус и границы сельского поселения установлены Законом Приморского края от 24 ноября 2004 года № 192-КЗ «О Шкотовском муниципальном районе».

## Население
| 2008  | 2010  | 2011  | 2012  | 2013  | 2014  | 2015  |
| ----- | ----- | ----- | ----- | ----- | ----- | ----- |
| 3230  | ↘2897 | ↘2893 | ↘2826 | ↘2824 | ↘2782 | ↗2790 |
| 2016  | 2017  | 2018  | 2019  | 2020  | 2021  |       |
| ↗2810 | ↘2782 | ↘2750 | ↘2692 | ↘2672 | ↘2465 |       |

## Состав сельского поселения
В состав сельского поселения входят 4 населённых пункта:
| № | Населённый пункт | Тип населённого пункта       | Население |
| - | ---------------- | ---------------------------- | --------- |
| 1 | Молёный Мыс      | деревня                      | ↘11       |
| 2 | Речица           | деревня                      | ↘337      |
| 3 | Романовка        | село, административный центр | ↘1981     |
| 4 | Царёвка          | деревня                      | ↘150      |

## Местное самоуправление
Администрация
Адрес: 692821, с. Романовка, ул. Ленинская, 56. Телефон: 8 (42335) 35-2-66
Глава администрации
- Горшков Анатолий Александрович